# 威廉·斯坦利·杰文斯
威廉姆·斯坦利·杰文斯（William Stanley Jevons，1835年9月1日—1882年8月13日），生于利物浦，英国著名经济学家。其於著作《政治经济学理论》（1871年）中提出了价值的边际效用理论。杰文斯同奥地利的卡尔·门格尔（1871年）、瑞士的利昂·瓦尔拉斯（1874年）共同开创了经济学思想的新时代。
1854年，正在学习自然科学的杰文斯穷困潦倒地离开了伦敦，去悉尼作了一个分析员，在那里他迷上了政治经济学。1859年他回到了英格兰，于1862年发表了《政治经济学数学理论通论》（A General Mathematical Theory of Political Economy），概括出了价值的边际效用理论。1863年发表了《黄金价值暴跌》（A Serious Fall in the Value of Gold）。杰文斯以为，消费者从最后一单位产品得到的效用或者价值与他所拥有的产品数量有关，这个数量也许会有一个临界值。
他在1865年的《煤炭问题》中提醒英国煤炭逐渐枯竭，受到了社会的赞誉。他最重要的逻辑学和科学方法论著作是1871年的《政治经济学理论》、1874年的《科学原理》（Principles of Science）和1882年的《劳工问题介绍》（The State in Relation to Labour）。

## 背景

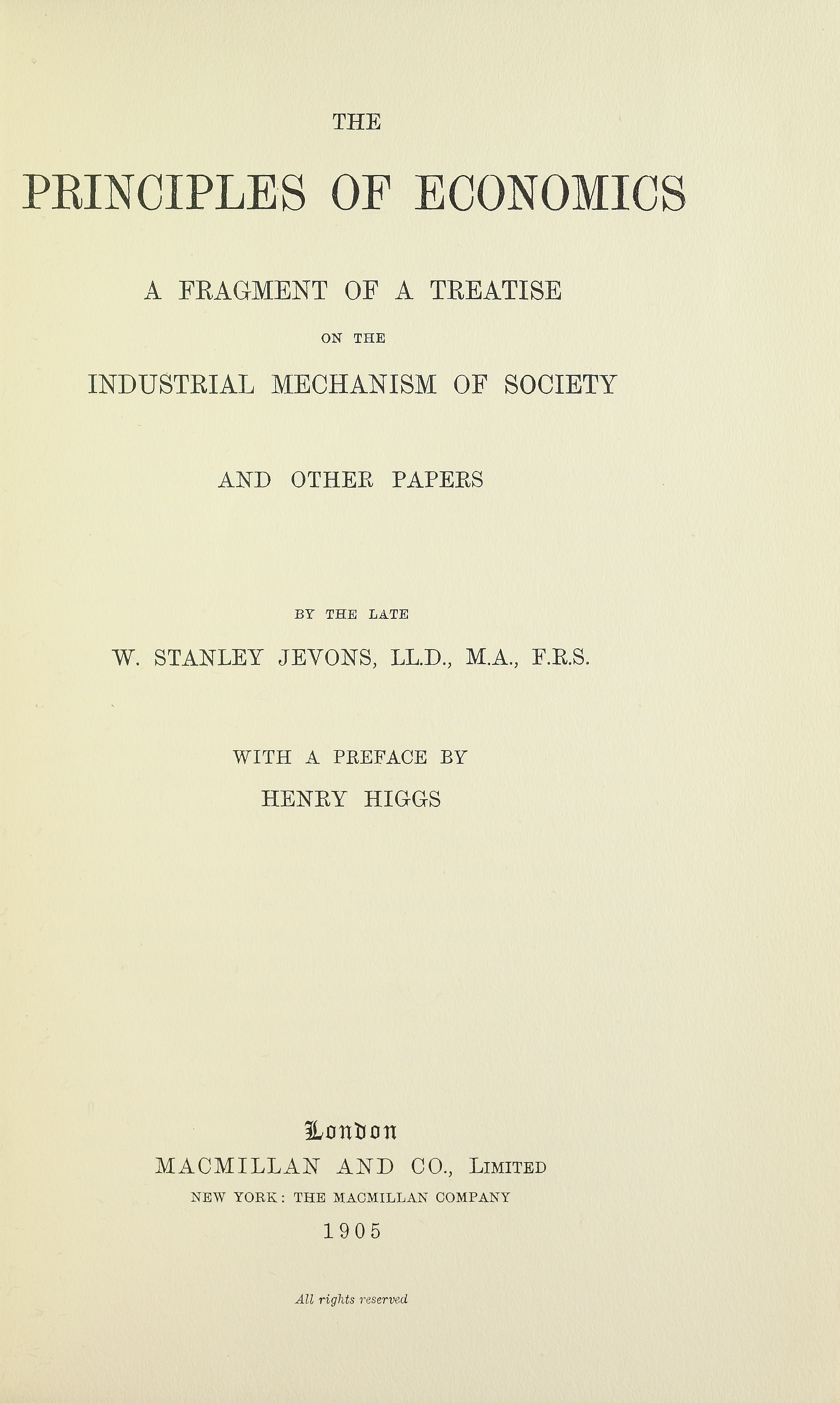
Principles of economics, 1905

他的父亲是托马斯·杰文斯，是一个对科学十分感兴趣，擅长写法律和经济学文章的贩铁商人。他的母亲是威廉·羅斯科的女儿瑪麗·安妮。杰文斯15岁的时候，去伦敦大学学院学习，那时他就有信心成为一个有成就的思想家，这个信心在他以后的岁月里多次对他的前途起到了决定性作用。在大学学院学习，他最喜欢的课程是化学和植物学，两年后，也就是1853年，他无意中收到了澳大利亚一家新建薄荷糖厂的分析员聘书。他不太愿意离开英格兰，但是由于1847年他父亲的企业倒闭了，薪金变得很重要，所以他接受了这份邀请。
1854年6月他离开了伦敦，在悉尼待了五年，1859年的秋天，他按照自己的安排，再次来到伦敦大学学院，继续他的农学学士和文学学士学位的学习。从那时起，他的主要精力放在了伦理学上，但是他对自然科学的兴趣丝毫不受影响，终其一生，他总是定期写一些科学方面的论文，而且他在物理学上的知识对他的逻辑学的著作《科学原理》的成功很有帮助。在他得到他得到文学学士学位不久，他收到了曼彻斯特的欧文学院（今為曼彻斯特大学）的助教聘书。
1866年，杰文斯成为欧文学院的逻辑学、精神和伦理哲学、和科布登政治经济学教授。次年他娶了，她的父亲是曼徹斯特衛報的建立者和经营者约翰·爱德华·泰勒。杰文斯饱受疾病和失眠的困扰，发现教授如此宽泛领域内的课程实在很繁重。1876年他很高兴地用欧文学院的教授职位换到了伦敦大学学院的政治经济学教授职位。旅行和音乐成为他主要的消遣方式，但是他的身体依旧很差，还受到抑郁症的困扰。他越发觉得教授的任务很厌烦，而且写作让他精疲力竭，于是于1880年他辞去了职务。
1882年8月13日，杰文斯在黑斯廷斯城附近洗海水澡时溺水身亡。
杰文斯一生以极大的热情和勤奋投入他所选择的领域，他的日记和信件表明生活简朴，为人正直。杰文斯著作很多，就在他死时，他还是英格兰著名的逻辑学家和经济学家。阿尔弗莱德·马歇尔称赞他对经济学“除了李嘉图，他比其他任何人都具有建设性的推动作用”。他死之前所进行的经济学著作丝毫不比他所承担的其他领域的著作差。毫不夸张地说，他的英年早逝对逻辑学和政治经济学的发展是重大的损失。

## 效用理论
杰文斯很早就在他的学说中对经济学和逻辑学展现他特有的开创性作用。效用理论是他的《政治经济学理论通论》的基调，最早出现在1860年的一封书信中。而他的逻辑相似代入原理（logical principles of the substitution of similars）可以在他1861年的另一封信中发现，也就是“哲学存在于发现事物的相似性”。
上面提到的效用理论，指的是商品的效用的度量是商品数量的连续函数，也就是表达出经济学也是一门数学科学的观点，他的论文《政治经济学数学理论通论》中有更加形式化的表达，这篇论文是1862年写给英国（经济学？）协会的，那时并不受人重视，就算四年后发表于社会统计学月刊仍是如此，直到1871年，杰文斯在他的《政治经济学理论》中进一步发展了他的学说，这时受到了人们的关注。
直到这部书的发表，杰文斯才被那些早期的应用数学来研究政治经济学问题的作家们所注意，特别是安托万·奥古斯丁·库尔诺和赫爾曼·海因里希·戈森。相似的效用理论在1870年左右，由奥地利的卡尔·门格尔、瑞士的利昂·瓦尔拉斯独立发展出来。由于戈森发现了交换价值和边际效用的关系，所以应该算是戈森最先发现了边际效用理论。但是这丝毫不减低杰文斯在英国带来新思想并广为传播的贡献。基于对主流思想的回应，他有时候忽略一些条件，比如《政治经济学理论》的前言就说价值完全基于的是效用，这样他的理论就被曲解了。但是为了引起大家的关注而夸大重点地方法是可以被原谅的。就在这以后，新古典主义革命开始了。

## 煤炭问题
杰文斯是处理经济理论基本数据的理论家，但是他成名于对实际经济问题的评论。因为《黄金价格暴跌》（1863年）和《煤炭问题》（1865年）两篇文章，他被划到了实用经济学和统计学领域内的作家，就算他没有写出《政治经济学理论》，他也算是19世纪的最著名经济学家之一。他的经济学著作了足可称道的有：1875年的《货币与交换机制》（Money and the Mechanism of Exchange），此书是用通俗语言写成，不太像理论著作，充满了原创性和启发性；1878年的《政治经济学初级读本》和1882年的《劳工问题介绍》，这两部著作是在他逝去后出版的，也就是《社会改革方法和货币金融研究》，这部书包含了他生前创作的论文。此书的最后一卷是杰文斯对于太阳黑子和商业危机的关系研究。在他去世之前，杰文斯在准备一部大部头的经济学论文，列出了一个提纲，而且完成了其中几章或者部分内容。这些碎片发表于1905年，起名叫《经济学原理：社会工业结构论文残页及其他论文》。

## 逻辑学

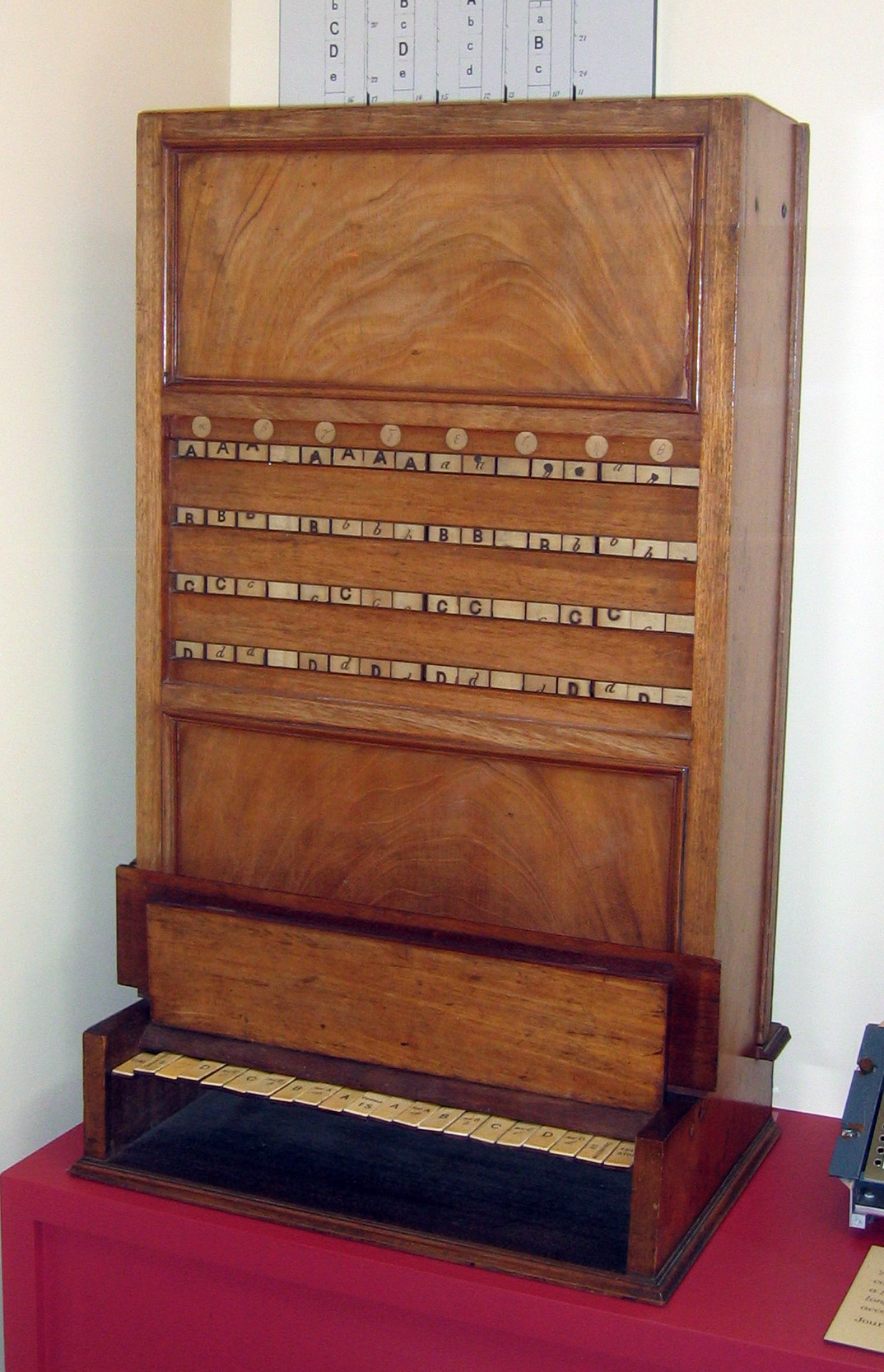
逻辑钢琴

杰文斯在逻辑学上的成就和他在政治经济学学不相上下（pan passu）。1864年他出版了一本小书，名字是《纯逻辑，或数与量之间的逻辑》，其基础是乔治·布尔的逻辑体系，但摒除了他认为错误的数学外衣。随后几年他致力于研究逻辑机器，而英国皇家学会在1870年才开始。正是这个研究，他知道给定逻辑前提，可以用机械模拟出来。1866年他发现了伟大且普遍的推理法则，并于1869年以《同类替代》（The Substitution of Similars）为题描述了这个学说，最简单的格式是：“同类必有同质”（Whatever is true of a thing is true of its like.），他还有其他的各样表达。
他在随后发表的《逻辑学初级教程》很快成为英语世界里最为流行的逻辑学基础教科书。那时他还写了很多逻辑学论文，1874年以《科学原理》为题发表，这部书里他对早期的纯逻辑和同类替代作了具体的表述，还发展了归纳是演绎的简单反转的观点。另外，他还对概率的一般原理和概率与归纳之间的关系作了出色的改造。他在各种自然科学上的造诣此时发挥了巨大作用，使他可以利用图形来处理抽象的逻辑学概念，从而获得了成功。
杰文斯的归纳准则是对威廉·惠威尔理论的回归，恰是此理论受到了穆勒的批评。当然杰文斯用了新的表达，摒弃了受人批评的一些不必要的附属条件。这份努力可以算是19世纪英国最可大书一笔的逻辑学贡献之一。1880年，他出版了《演绎逻辑研究》，主要部分是他给学生使用的练习题。
1877年及随后几年，他努力在《同时代人回顾》中对穆勒作出一个补充说明，最终出版时只有一卷，是他对穆勒哲学的批判，还有一卷本的《纯逻辑及小论文》，收集了他早期的逻辑学论文，都发表于他逝世后。这些批评不可不谓有所创见和说服力，但是不能和他其他的作品同日而语。
杰文斯的长处在于开创性的思考，而不是批判；他将以一个勤勉的逻辑学家、经济学家和统计学家闻名后世。

## 杰文斯困局
杰文斯困局，意为杰文斯效应带来的发展困境。杰文斯效应，也称杰文斯悖论。在外文文献中称Jevons paradox或Jevons effect。技术进步可以提高自然资源的利用效率，但结果是增加而不是减少这种资源的需求，因为效率的改进会导致生产规模扩大。这就带来了一种技术进步、经济发展和环境保护之间的矛盾和悖论。
在杰文斯生活的时代，英国工业大量消耗煤炭使得大家忧心资源可能很快用光，有人认为可以通过技术降低煤的浪费、提高利用率来达到缓解，杰文斯对此反对。于是，他论述道：“每一次蒸汽机的成功改进都进一步加速了煤炭的消费，煤炭利用的效率越高，越经济，都导致生产规模的扩大和煤炭需求的增长” 。杰文斯认为，技术进步始终伴随着人类的工业化和现代化进程，然而，这个过程中生态环境的质量显然并没有变好而是在不断变差。这样的现象也很多，比如，省油汽车的大量推广实际上增加了总的行驶里程，反而耗油总量上升。再比如，发达国家如美国，减少原油使用，使得原油价格下跌，但这样使得一些后发工业国大量购买，而他们的应用效率较低，最终因为原油而排放的温室气体会更多。
为了解释这个现象，现代西方经济学家提出了所谓能源效率的反弹效应（rebound effect of energy efficiency）。因为能源比如煤炭因为利用技术提高，导致煤炭价格下行，结果因为煤炭需求富有弹性，人们购入更多的煤，这样抵消甚至超过了技术的作用。在P-Q需求曲线（斜率向下）图像上体现为P下降一个单位，Q增加一个单位多。

## 阅读资料
《W.S 杰文斯书信集》，1886年由他的妻子编著。本书包括一个杰文斯的著作书目。

## 引用文獻
1. ↑  R. D. Collison Black（英语：R. D. C. Black） (1972). "Jevons, Bentham and De Morgan", Economica, New Series, Vol. 39, No. 154, pp. 119-134
2. ↑  Jevons, W. S. (1906). The coal question: an inquiry concerning the progress of the nation, and the probable exhaustion of our coal-mines. The Macmillan Company.
3. ↑  A Greening, L., Greene, D. L., & Difiglio, C. (2000). Energy efficiency and consumption—the rebound effect—a survey. Energy policy, 28(6), 389-401.